# Idee fixă
Ideea fixă este o preocupație mintală atât de puternică, încât rezistă oricărei încercări de a o modifica. Deși termenul ”idee fixă” nu este utilizat din punct de vedere tehnic în psihologie pentru a desemna o boală specială, el este utilizat adesea în descrierea tulburărilor și este pe larg folosit în literatură și în viața de zi cu zi.
Conform istoricului Jan E. Goldstein, termenul idee fixă a fost utilizat pentru prima oară în jurul anului 1812, ca un termen medical legat de monomanie. Folosit inițial în timpul secolelor al XIX-lea și al XX-lea, ideea fixă a fost descrisă ca fiind "o patologie mintală simplă", distinctă de "monomanie", care este un termen mai larg ce include ideea fixă, dar, de asemenea și o gamă mai largă de patologii care nu provin de la "o singură idee convingătoare sau dintr-un exces emoțional".
Termenul ″idee fixă″ este des utilizat în literatură. Printre cele mai notabile opere în care apare ideea fixă sunt Don Quijote de Cervantes și The return of Sherlock Holmes de Arthur Conan Doyle. Molière de asemenea a expus ideea fixă.